# 249 Ilse
Ilse (asteroide 249) é um asteroide da cintura principal com um diâmetro de 34,83 quilómetros, a 1,862732 UA. Possui uma excentricidade de 0,2164864 e um período orbital de 1 338,92 dias (3,67 anos).
Ilse tem uma velocidade orbital média de 19,3170509 km/s e uma inclinação de 9,62421º.
Esse asteroide foi descoberto em 16 de Agosto de 1885 por Christian Peters.